# Brookville (Indiana)
Brookville è una città degli Stati Uniti d'America, situata nello Stato dell'Indiana e in particolare nella contea di Franklin, della quale è anche il capoluogo.